# Groupe Union des démocrates et indépendants (franske nationalforsamling)
Groupe Union des démocrates et indépendants (dansk: Gruppen af demokrater og uafhængige) var en politisk midtergruppe, der eksisterede i den franske nationalforsamling fra 26. juni 2012 til 20. juni 2017.
Gruppen havde 27 medlemmer, der kom fra Union af demokrater og uafhængige, Parti radical valoisien, Force européenne démocrate, Centristerne (LC) og række mindre partier.
Fra 2012 til 2014 var Jean-Louis Borloo formand for gruppen.